# Morton Gould
Morton Gould (Richmond Hill, 10 de dezembro de 1913 – Orlando, 21 de fevereiro de 1996) foi um maestro, compositor e pianista estadunidense.
Nasceu em Richmond Hill, Nova Iorque e desde cedo foi considerado um prodígio, graças as suas habilidades em improvisação e composição. Sua primeira composição foi publicada quando ele tinha apenas seis anos de idade. Gould estudou no Instituto de Arte Musical, aonde estudou com importantes professores, como Abby Whiteside e Vincent Jones.
Durante a Grande Depressão, Gould, como um adolescente, trabalhou em Nova Iorque como pianista em teatros de filmes. Quando o Salão de Música do Rádio da Cidade abriu ele se tornou o pianista. Em 1935 ele foi maestro e arranjador dos programais orquestrais WOR de Nova Iorque. Na década de 1940, Gould apareceu no Carnaval Cresta Blanca como no programa Chrysler Hour na CBS. Gould compôs músicas para a Broadway e para filmes.
Como maestro, Gould se apresentou com as maiores orquestras dos Estados Unidos, como as orquestras do Canadá, México, Europa, Japão e Austrália. Ele venceu o Grammy em 1966 pela sua gravação da Sinfonia Nº1 de Charles Ives com a Orquestra Sinfônica de Chicago. Em 1983, Gould ganhou o prêmio Batuta de Outro das Orquestras Sinfônicas Estadunidenses. Em 1986 ele foi o presidente da ASCAP, permanecendo no cargo até 1994. Em 1986 ele foi eleito para Academia Estadunidense e Instituto de Artes e Letras.
Incorporando novos estilos ao seu repertório, Gould incorporou elementos selvagens ao seu repertório. Em 1994 ele recebeu o reconhecimento do Centro de Honras Kennedy, pelas suas contribuições para a cultura estadunidense.
Em 1995 ele recebeu o Prémio Pulitzer de Música, pela composição para a Orquestra Sinfônica Nacional. Em 2005 ele foi o honrado com o Grammy Lifetime Achievement Award.
Gould morreu em 1995 em Orlando, Flórida, aos oitenta e dois anos.

## Obra para a Broadway
- Interplay (1945), ballet to the choreography of Jerome Robbins - composer
- Billion Dollar Baby (1945), musical – composer and orchestrator
- Arms and the Girl (1950), musical – composer and orchestrator
- Jerome Robbins' Broadway (1989), revue – featured songwriter for "Billion Dollar Baby"

## Obras
- Abby Variations (piano) (1964)
- A Capella (1987)
- Adeste Fidelis
- American Ballads, Settings of American Tunes for Orchestra (1976)
- American Caprice
- American Salute (1943)
- American Sing: Settings of Folk Songs (1984)
- American Symphonette no 2 (1939)
- American Youth March
- Americana
- The Anniversary Rag (piano) (1994)
- Apple Waltzes (In Tribute to George Balanchine) (7 movements from Audubon) (1969)
- At the Piano (1964)
- Audubon (Birds of America) (1969)
- Ballad for Band (1946)
- Battle Hymn (1950)
- Benny's Gig (1962)
- Big City Blues (1950)
- Boogie Woogie Etude (for piano and orchestra) (1943)
- Buckaroo Blues (1954)
- Burchfield Gallery (1978–1979)
- Café Rio (1957)
- Calypso Souvenir (1964)
- Celebration Strut for Orchestra (1981)
- 'Cellos (1984)
- Centennial Symphony, Gala for Band (1983)
- Cheers! — A Celebration March (1979)
- Christmas Time (1992)
- Cinerama Holiday: Suite (1955)
- Classical Variations on Colonial Themes (1984)
- Columbia: Broadsides for Orchestra (1967)
- Come Up From the Valley, Children (1964)
- Concertette for Viola and Band (1943)
- Concerto Concertante (for violin and orchestra) (1981–1982)
- Concerto for Flute (1984)
- Concerto for Orchestra (1944)
- Concerto for Piano (1938)
- Concerto for Viola (1943)
- Cowboy Rhapsody (1943)
- Dance Gallery
- Dance Variations for Two Pianos & Orchestra (1953)
- Dancing Days (1966)
- Declaration: Suite (1956)
- Derivations for Solo Clarinet and Band (1955)
- Deserted Ballroom
- Dialogues (for piano and orchestra) (1958)
- Diversions: for Tenor Saxophone and Orchestra (1990)
- Dramatic Fanfares from CBS-TV documentary “World War I” (orchestra) (1964)
- Duo for Flute and Clarinet (1982)
- Fall River Legend (1947)
- Family Album: Suite (1951)
- Fanfare for Freedom (1942)
- Festive Fanfare (1991)
- Festive Music (1964)
- Flares and Declamations (1987)
- Flourishes and Galop (1983)
- Folk Suite (1941)
- Formations (1964)
- Foster Gallery (1939)
- Ghost Waltzes (piano) (1991)
- Global Greetings for Symphonic Band (1994)
- Guajira (for clarinet and orchestra) (1949)
- Hail to a First Lady (1991)
- Hamma'ariv aravim (1947)
- Harvest (1945)
- Holiday Music (1947)
- Holocaust: Suite (from the NBC-TV series) (1978)
- Home for Christmas
- A Homespun Overture (1939)
- Hoofer Suite (for Tap Dancer and Orchestra) (1956)
- Hosedown: A Firefighter Fable (1995)
- Housewarming (1982)
- I'm Old Fashioned, The Astaire Variations (1983)
- Interplay (American Concertette) (for piano and orchestra) (1945)
- Inventions (for Four Pianos and Orchestra)(1953)
- It's A Living
- Jekyll and Hyde Variations (1956)
- Jericho
- The Jogger and the Dinosaur (for rapper and orchestra) (1992)
- Latin American Symphonette (Symphonette No. 4) (1940)
- Lincoln Legend (1942)
- Main Street March
- Main Street Waltz
- Mini-Suite for Band (1968)
- Minstrel Show (1946)
- Minute-Plus Waltz/Rag (1990)
- New China March
- No Longer Very Clear (for baritone or mezzo-soprano and piano) (1994)
- Notes of Remembrance (1989)
- Of Time and the River (1945)
- Parade (for Percussion) (1956)
- Patterns (piano) (1984)
- Philharmonic Waltzes (1948)
- Pieces of China (piano) (1985)
- Prelude and Toccata
- Prisms (1962)
- Quotations (1983)
- Rag Waltz (piano) (1984)
- Recovery Music (for Clarinet) (1984)
- Red Cavalry March
- Rhythm Gallery (1959)
- Saint Lawrence Suite for Band (1958)
- Salutations (1966)
- Santa Fé Saga (1956)
- Serenade of Carols (1949)
- Show Piece for Orchestra (1954)
- Something To Do -- Labor Cantata (1976)
- Sonata No. 1 (piano) (1930)
- Sonata No. 2 (piano) (1932)
- Sonata No. 3 (piano) (1936)
- A Song of Freedom (1941)
- Soundings (1969)
- Spirituals in Five Movements (1941)
- Spirituals for String Orchestra and Harp (1959)
- StringMusic (1998)
- Suite (for Cello and Piano) (1981)
- Suite (for Violin and Piano) (1945)
- Symphonette No. 3 (Third American Symphonette)
- Symphonic Serenade (195?)
- Symphony no 1 (1943)
- Symphony no 2 "Symphony on Marching Tunes" (1944)
- Symphony no 3 (1946)
- Symphony no 4 "West Point" (1952)
- Symphony of Spirituals (1975)
- Tap Dance Concerto (1952)
- Ten for Deborah (piano) (1965)
- There Are (No) Children Here (1996)
- Troubadour Music (1969)
- Tuba Suite (1971)
- Two for Chorus (1966)
- Two Pianos (1987)
- Venice for Double Orchestra and Brass Choirs (1967)
- Vivaldi Gallery for String Quartet and Divided Orchestra (1968)
- Windjammer (1958)
- World War I: Selections (Music for the CBS-TV series) (1964)